# Ivan Novak (elektrotehnik)
Ivan Novak, slovenski inženir elektrotehnike, elektroenergetik * 25. maj 1923, Šentilj, + februar 2018. 

## Življenje in delo
Novak je leta 1953 diplomiral na ljubljanski FE in prav tam 1981 tudi doktoriral. Po končanem študiju se je sprva zaposlil v mariborskih podjetjih Metalna in  Hidromontaža (1955-1963) kjer je kot nadzorni inženir vodil dela za začetek obratovanja hidroelektrarn: Zvornik, Jablanica, (Neretva), Priboj na Limu, Zlatoličje, termoelektraren: TE Šoštanj I, Trbovlje I in TE Brestanica. Leta 1963 se je  zaposlil na Višji tehniški šoli v Mariboru, v letih 1982−1993 kot redni profesor. Bil je zaslužni profesor Univerze v Mariboru.